# Factorial RH
 (août 2024).
Si vous disposez d'ouvrages ou d'articles de référence ou si vous connaissez des sites web de qualité traitant du thème abordé ici, merci de compléter l'article en donnant les références utiles à sa vérifiabilité et en les liant à la section « Notes et références ».
Factorial est une entreprise privée barcelonaise qui développe un logiciel de gestion d’entreprise spécialisé dans les ressources humaines. Il s’agit ainsi d’un logiciel en tant que service (software as a service) conçue pour automatiser et centraliser les processus de gestion et management au sein des petites et moyennes entreprises.

## Histoire
Factorial a été fondée en 2016 à Barcelone par Jordi Romero, Bernat Farrero et Pau Ramon, avec l’objectif de développer un logiciel de gestion d’entreprise capable de digitaliser les processus RH des petites et moyennes entreprises.
En 2020, durant la pandémie de COVID-19, l’entreprise met gratuitement à disposition sa solution SaaS pendant une période limitée, afin de soutenir les organisations confrontées aux restrictions sanitaires. Cette initiative attire l’attention de nombreuses sociétés n’ayant jamais eu recours aux services cloud, et encore dépendantes de processus manuels pour la gestion documentaire et les ressources humaines.
En 2021, Factorial annonce une levée de fonds de série B d’un montant de 80 millions de dollars. En 2022, un nouveau tour de financement de série C d’une valeur de 120 millions de dollars a lieu. À la suite de cela, Factorial est valorisée à 1 milliard de dollars et prend le statut de licorne technologique.
En 2023, Factorial a rejoint le réseau Num, qui rassemble les scale-ups technologiques à forte croissance en Europe.
En 2024, la société américaine de capital risque General Catalyst accorde un financement de 80 millions de dollars à Factorial.
L'entreprise possède des bureaux à Barcelone, Mexico et à Miami.

## Activité
Factorial développe un logiciel de gestion d’entreprise en mode SaaS, destiné aux petites et moyennes entreprises. Sa plateforme centralise plusieurs fonctions essentielles à la gestion des organisations, notamment les ressources humaines, mais aussi des processus liés à la productivité, à la gestion documentaire et à la prise de décision managériale.
Le logiciel permet d'automatiser des tâches administratives telles que le suivi du temps de travail, la gestion des plannings, des congés et des absences, ainsi que le stockage et la signature électronique de documents. Il propose également des outils pour la gestion des notes de frais, le recrutement, l’onboarding, les entretiens d’évaluation et l’analyse de la performance des collaborateurs.
Au-delà de ces fonctionnalités RH, Factorial met à disposition des tableaux de bord offrant une vue consolidée de l’activité de l’entreprise, permettant aux managers et aux dirigeants de disposer d’indicateurs pour piloter leurs équipes, évaluer les performances et anticiper les besoins en ressources.
La plateforme vise à améliorer la productivité globale des organisations en réduisant la charge administrative, en facilitant la conformité réglementaire et en renforçant la communication interne.

## Origine du nom
Le nom Factorial fait référence à la fonction factorielle en mathématiques, qui exprime une croissance exponentielle. Ce concept symbolise l’ambition de l’entreprise d’accompagner le développement des organisations, des collaborateurs et des cultures d’entreprise. Il illustre également la volonté des fondateurs de soutenir la montée en puissance des entreprises à travers une solution logicielle qui favorise l’efficacité, la transparence et la centralisation des processus internes.

## Implantation
Le siège social de Factorial est situé à Barcelone, en Espagne. L’entreprise dispose également de bureaux à Mexico (Mexique) et à Miami (États-Unis).
Elle opère sur plusieurs marchés, notamment en Europe, en Amérique latine et en Amérique du Nord, avec une présence commerciale dans plus de 60 pays. Cette implantation internationale reflète la stratégie de croissance de l’entreprise et son positionnement en tant que acteur global des logiciels de gestion d’entreprise à destination des PME.